# Pereiro (Pinhel)
Pereiro is een plaats (freguesia) in de Portugese gemeente Pinhel en telt 190 inwoners (2001).